# Alphonsea monogyna
Alphonsea monogyna Merr. & Chun – gatunek rośliny z rodziny flaszowcowatych (Annonaceae Juss.). Występuje naturalnie w północnym Wietnamie oraz południowej części Chin (w prowincjach Hajnan i Junnan oraz w regionie autonomicznym Kuangsi). 

## Morfologia
PokrójZimozielone drzewo dorastające do 12 m wysokości.
LiścieMają kształt od podłużnego do eliptycznego. Mierzą 7–14 cm długości oraz 3–6 cm szerokości. Nasada liścia jest klinowa lub rozwarta. Wierzchołek jest ostry lub spiczasty. Ogonek liściowy jest nagi i dorasta do 5–7 mm długości.
KwiatySą zebrane w kwiatostanach. Działki kielicha mają owalny kształt i dorastają do 2 mm długości, są owłosione od wewnętrznej strony. Płatki mają kształt od owalnego do owalnie podłużnego. Są owłosione. Osiągają do 10 mm długości. Płatki wewnętrzne są mniejsze od zewnętrznych. Pręciki ułożone są w trzech okółkach. Kwiaty mają jeden owłosiony słupek o cylindrycznym kształcie.
OwoceZłożone. Są owłosione, z czasem stają się brodawkowate. Mają kształt od prawie kulistego do elipsoidalnego. Osiągają 2–4 mm długości oraz 1–3 mm średnicy.

## Biologia i ekologia
Rośnie w lasach. Występuje na wysokości do 1200 m n.p.m. Kwitnie od stycznia do września, natomiast owoce pojawiają się od września do grudnia. 

## Zastosowanie
Drewno jest wykorzystywane jako surowiec drzewny do produkcji obudów mebli. Z kolei pachnące kwiaty mają zastosowanie w przemyśle perfumeryjnym.